# Macrocentrus nigripectus
Macrocentrus nigripectus är en stekelart som beskrevs av Muesebeck 1932. Macrocentrus nigripectus ingår i släktet Macrocentrus och familjen bracksteklar. Inga underarter finns listade i Catalogue of Life.